# تاداهیرو آکیبا
تاداهیرو آکیبا (انگلیسی: Tadahiro Akiba؛ زادهٔ ۱۳ اکتبر ۱۹۷۵) بازیکن سابق و مربی فوتبال اهل ژاپن است.
از باشگاه‌هایی که در آن بازی کرده‌است می‌توان به باشگاه فوتبال جف یونایتد ایچیهارا چیبا، باشگاه فوتبال سرزو اوساکا، باشگاه فوتبال آلبیرکس نیگاتا، باشگاه فوتبال آویسپا فوکوئوکا اشاره کرد.